# إريكا ليتشنر
إريكا ليتشنر (بالإيطالية: Erika Lechner)‏ هي متسابقة على الجليد بمزلاجة إيطالية، ولدت في 28 مايو 1947 في Meransen ‏ في إيطاليا.

## وصلات خارجية
- إريكا ليتشنر على موقع اللجنة الأولمبية الدولية (الإنجليزية)
- إريكا ليتشنر على موقع أوليمبيديا (الإنجليزية)
- إريكا ليتشنر على موقع اللجنة الأولمبية الإيطالية (الإيطالية)